# Corinth (Texas)
Corinth város az USA Texas államában, Denton megyében. Lakosainak száma 22 634 fő (2020. április 1.).

## Népesség
A település népességének változása:

| 2010 | 19 935 |
| 2020 | 22 634 |